# Diócesis de Gulbarga
La diócesis de Gulbarga (en latín: Dioecesis Gulbargensis y en inglés: Roman Catholic Diocese of Gulbarga) es una circunscripción eclesiástica de la Iglesia católica en India. Se trata de una diócesis latina, sufragánea de la arquidiócesis de Bangalore. Desde el 24 de junio de 2005 su obispo es Robert Michael Miranda.

## Territorio y organización
La diócesis tiene 32 157 km² y extiende su jurisdicción sobre los fieles católicos de rito latino residentes en 3 distritos del estado de Karnataka: Gulbarga, Bijapur y Bidar.
La sede de la diócesis se encuentra en la ciudad de Gulbarga, en donde se halla la Catedral de María Madre de la Divina Gracia.
En 2021 en la diócesis existían 32 parroquias.

## Historia
La diócesis fue erigida el 24 de junio de 2005 con la bula Cum petitum esset del papa Benedicto XVI, obteniendo el territorio de las diócesis de Belgaum y Bellary y de la arquidiócesis de Hyderabad.

## Estadísticas
Según el Anuario Pontificio 2022 la diócesis tenía a fines de 2021 un total de 8136 fieles bautizados.
| Año                                                                             | Población            | Población | Población      | Sacerdotes | Sacerdotes    | Sacerdotes    | Bautizados por sacerdote | Diáconos permanentes | Religiosos | Religiosos | Parroquias |
| Año                                                                             | Bautizados católicos | Total     | % de católicos | Total      | Clero secular | Clero regular | Bautizados por sacerdote | Diáconos permanentes | Varones    | Mujeres    | Parroquias |
| ------------------------------------------------------------------------------- | -------------------- | --------- | -------------- | ---------- | ------------- | ------------- | ------------------------ | -------------------- | ---------- | ---------- | ---------- |
| 2005                                                                            | 6425                 | 7 012 492 | 0.1            | 29         | 25            | 4             | 221                      |                      | 6          | 105        | 16         |
| 2006                                                                            | 5000                 | 6 435 095 | 0.1            | 36         | 22            | 14            | 138                      |                      | 20         | 118        | 23         |
| 2013                                                                            | 6985                 | 7 070 000 | 0.1            | 64         | 35            | 29            | 109                      |                      | 32         | 168        | 25         |
| 2016                                                                            | 7730                 | 7 348 000 | 0.1            | 68         | 33            | 35            | 113                      |                      | 39         | 192        | 27         |
| 2019                                                                            | 7833                 | 7 281 000 | 0.1            | 65         | 29            | 36            | 120                      |                      | 39         | 212        | 31         |
| 2021                                                                            | 8136                 | 7 389 665 | 0.1            | 66         | 29            | 37            | 123                      |                      | 40         | 204        | 32         |
| Fuente: Catholic-Hierarchy, que a su vez toma los datos del Anuario Pontificio. |                      |           |                |            |               |               |                          |                      |            |            |            |

## Episcopologio
- Robert Michael Miranda, desde el 24 de junio de 2005